# Torjunan
Torjunan is een bestuurslaag in het regentschap Sampang van de provincie Oost-Java, Indonesië. Torjunan telt 5053 inwoners (volkstelling 2010).